# Acontias breviceps
Espèce
Statut de conservation UICN

 LC  : Préoccupation mineure
Acontias breviceps est une espèce de sauriens de la famille des Scincidae.

## Répartition et habitat
Cette espèce est endémique d'Afrique du Sud. Elle vit dans les prairies de montagne. Elle est présente entre 1300 et 2 200 m d'altitude.

## Description
C'est un saurien vivipare.

## Étymologie
Le nom de cette espèce vient du latin brevis, court, et de ceps, dérivé de caput, la tête, en référence à l'aspect de cette espèce.

## Publication originale
- Essex, 1925 : Descriptions of two new species of the genus Acontias and notes on some other lizards found in the Cape Province. Records of the Albany Museum, vol. 3, p. 332-342.